# Ronde van Slovenië 2015
De Ronde van Slovenië 2015 (Sloveens: "Dirka po Sloveniji 2015") werd verreden van donderdag 18 juni tot en met zondag 21 juni in Slovenië. Het was de 22e editie van de rittenkoers, die sinds 2005 deel uitmaakt van de UCI Europe Tour (categorie 2.1).

## Etappe-overzicht
| etappe | datum   | start – finish               | afstand  | type                | winnaar            | klassementsleider |
| ------ | ------- | ---------------------------- | -------- | ------------------- | ------------------ | ----------------- |
| 1e     | 18 juni | Ljubljana – Ljubljana        | 8,8 km   | Individuele tijdrit | Artjom Ovetsjkin   | Artjom Ovetsjkin  |
| 2e     | 19 juni | Škofja Loka – Kočevje        | 182 km   | Heuvelrit           | Pierpaolo De Negri | Artjom Ovetsjkin  |
| 3e     | 20 juni | Dobrovnik – Trije Kralji     | 178,5 km | Bergrit             | Primož Roglič      | Primož Roglič     |
| 4e     | 21 juni | Rogaška Slatina – Novo Mesto | 165,5 km | Vlakke rit          | Marko Kump         | Primož Roglič     |

## Klassementsleiders
| Etappe      | Winnaar            | Algemeen       | Punten                             | Berg           | Jongeren     | Ploegen      |
| ----------- | ------------------ | -------------- | ---------------------------------- | -------------- | ------------ | ------------ |
| 1           | Artem Ovechkin     | Artem Ovechkin | Artem Ovechkin                     | niet toegekend | Marko Pavlič | Team Katusha |
| 2           | Pierpaolo De Negri | Artem Ovechkin | Salvatore Puccio                   | Mauro Finetto  | Marko Pavlič | Team Katusha |
| 3           | Primož Roglič      | Primož Roglič  | Salvatore Puccio                   | Mauro Finetto  | Domen Novak  | Adria Mobil  |
| 4           | Marko Kump         | Primož Roglič  | Davide Appollonio Salvatore Puccio | Mauro Finetto  | Domen Novak  | Adria Mobil  |
| Eindstanden | Eindstanden        | Primož Roglič  | Salvatore Puccio                   | Mauro Finetto  | Domen Novak  | Adria Mobil  |

## Eindklassementen

### Algemeen klassement
| Ronde van Slovenië 2015 |                     |                              |           |
| Plaats                  | Naam                | Ploeg                        | Tijd      |
| Gele trui               | Primož Roglič       | Adria Mobil                  | 13u42'16" |
| 2                       | Mikel Nieve         | Team Sky                     | + 5"      |
| 3                       | Jure Golčer         | Team Felbermayr-Simplon Wels | + 8"      |
| 4                       | Mauro Finetto       | Southeast                    | z.t.      |
| 5                       | Diego Ulissi        | Lampre-Merida                | + 14"     |
| 6                       | Radoslav Rogina     | Adria Mobil                  | + 15"     |
| 7                       | Salvatore Puccio    | Team Sky                     | + 32"     |
| 8                       | Jan Polanc          | Lampre-Merida                | + 44"     |
| 9                       | Simone Stortoni     | Androni Giocattoli-Sidermec  | + 51"     |
| 10                      | Alexander Foliforov | RusVelo                      | + 53"     |
|                         |                     |                              |           |
| 20                      | Thomas Sprengers    | Topsport Vlaanderen-Baloise  | + 2' 06"  |

### Puntenklassement
| Ronde van Slovenië 2015 |                    |                             |        |
| Plaats                  | Naam               | Ploeg                       | Punten |
| Rode trui               | Davide Appollonio  | Androni Giocattoli-Sidermec | 42     |
| 2                       | Salvatore Puccio   | Team Sky                    | 41     |
| 3                       | Pierpaolo De Negri | Nippo-Vini Fantini          | 31     |

### Bergklassement
| Ronde van Slovenië 2015 |                 |             |        |
| Plaats                  | Naam            | Ploeg       | Punten |
| Blauwe trui             | Mauro Finetto   | Southeast   | 23     |
| 2                       | Primož Roglič   | Adria Mobil | 13     |
| 3                       | Klemen Štimulak | Adria Mobil | 12     |

### Jongerenklassement
| Ronde van Slovenië 2015 |                |             |           |
| Plaats                  | Naam           | Ploeg       | Tijd      |
| Witte trui              | Domen Novak    | Adria Mobil | 13u43'56" |
| 2                       | Artjom Nytsj   | RusVelo     | + 3' 59"  |
| 3                       | Ildar Arslanov | RusVelo     | + 6' 31"  |

## Notes
1. 1 2 3  De resultaten van Davide Appollonio werden geschrapt na zijn schorsing van vier jaar wegens erytropoëtine (EPO) later in 2015.

1993 · 1994 · 1995 · 1996 · 1997 · 1998 · 1999 · 2000 · 2001 · 2002 · 2003 · 2004 · 2005 · 2006 · 2007 · 2008 · 2009 · 2010 · 2011 · 2012 · 2013 · 2014 · 2015 · 2016 · 2017 · 2018 · 2019 · 2020 · 2021 · 2022 · 2023 · 2024
Etappewedstrijden

 Ster van Bessèges · 
 Ronde van de Algarve · 
 Ruta del Sol · 
 Ronde van de Haut-Var · 
 Driedaagse van West-Vlaanderen · 
 Internationale Wielerweek · 
 Internationaal Wegcriterium · 
 Driedaagse van De Panne-Koksijde · 
 Ronde van de Sarthe · 
 Ronde van Castilië en León · 
 Ronde van Trentino · 
 Ronde van Kroatië · 
 Ronde van Turkije · 
 Ronde van Yorkshire · 
 Ronde van Asturië · 
 Vierdaagse van Duinkerke · 
 Ronde van Azerbeidzjan · 
 Ronde van Madrid · 
 Ronde van Beieren · 
 Ronde van Picardië · 
 Ronde van Noorwegen · 
 World Ports Classic · 
 Tour des Fjords · 
 Ronde van Estland · 
 Ronde van België · 
 Ronde van Luxemburg · 
 Boucles de la Mayenne · 
 Ster ZLM Toer · 
 Ronde van Slovenië · 
 Route du Sud · 
 Sibiu Cycling Tour · 
 Ronde van Oostenrijk · 
 Ronde van Wallonië · 
 Ronde van Portugal · 
 Ronde van Burgos · 
 Ronde van Denemarken · 
 Ronde van de Ain · 
 Ronde van Tsjechië · 
 Arctic Race of Norway · 
 Ronde van de Limousin · 
 Ronde van Poitou-Charentes · 
 Ronde van Groot-Brittannië · 
 Ronde van Gévaudan Languedoc-Roussillon · 
 Eurométropole Tour
Eendaagse wedstrijden

 Trofeo Santanyí-Ses Salines-Campos · 
 Trofeo Andratx-Mirador d'Es Colomer · 
 Trofeo Serra de Tramuntana · 
 Trofeo Playa de Palma-Palma · 
 GP La Marseillaise · 
 Grote Prijs van de Etruskische Kust · 
 Ronde van Murcia · 
 Clásica de Almería · 
 Trofeo Laigueglia · 
 Omloop Het Nieuwsblad · 
 Classic Sud Ardèche · 
 GP Lugano · 
 La Drôme Classic · 
 Kuurne-Brussel-Kuurne · 
 Le Samyn · 
 Strade Bianche · 
 Ronde van Drenthe · 
 Dwars door Drenthe · 
 Nokere Koerse · 
 GP Nobili Rubinetterie · 
 Handzame Classic · 
 Ronde van Zeeland Seaports · 
 Classic Loire-Atlantique · 
 Grote Prijs van Cholet-Pays de Loire · 
 Dwars door Vlaanderen · 
 Classica Corsica · 
 Route Adélie de Vitré · 
 Grote Prijs Miguel Indurain · 
 Volta Limburg Classic · 
 Ronde van La Rioja · 
 Parijs-Camembert · 
 Scheldeprijs · 
 Klasika Primavera · 
 Brabantse Pijl · 
 GP Denain · 
 Ronde van de Finistère · 
 Tro Bro Léon · 
 La Roue Tourangelle · 
 Ronde van de Apennijnen · 
 Grote Prijs van de Somme · 
 Grote Prijs van Plumelec · 
 ProRace Berlin · 
 Boucles de l'Aulne · 
 GP Kanton Aargau · 
 Ronde van Keulen · 
 Ronde van Limburg · 
 Velothon Wales · 
 Halle-Ingooigem · 
 Trofeo Matteotti · 
 GP Cerami · 
 GP Industria & Artigianato-Larciano · 
 Prueba Villafranca de Ordizia · 
 Ronde van Toscane · 
 Circuito de Getxo · 
 Polynormande · 
 RideLondon Classic · 
 GP Stad Zottegem · 
 Arnhem-Veenendaal Classic · 
 GP Jef Scherens · 
 Druivenkoers Overijse · 
 Schaal Sels · 
 Brussels Cycling Classic · 
 GP Fourmies · 
 Velothon Stockholm · 
 Ronde van de Doubs · 
 Coppa Bernocchi · 
 Coppa Agostoni · 
 GP van Wallonië · 
 Kampioenschap van Vlaanderen · 
 Memorial Marco Pantani · 
 Grote Prijs Impanis-Van Petegem · 
 GP van Isbergues · 
 GP Industria & Commercio di Prato · 
 Omloop van het Houtland · 
 Duo Normand · 
 Ronde van de Drie Valleien · 
 Milaan-Turijn · 
 Ronde van Piemonte · 
 Ronde van het Münsterland · 
 Ronde van de Vendée · 
 Memorial Frank Vandenbroucke · 
 Coppa Sabatini · 
 Parijs-Bourges · 
 Ronde van Emilia · 
 GP Beghelli · 
 Parijs-Tours · 
 Nationale Sluitingsprijs · 
 Chrono des Nations